# Jacopo VII Appiano
Jacopo VII Appiano, I principe di Piombino (Genova, 1581 – Genova, 5 gennaio 1603), è stato un nobile italiano.

## Biografia
Figlio di Alessandro Appiano e di Isabella de Mendoza, successe al padre nel 1590, esercitando il potere da Genova sotto la tutela del nonno materno.
Fu signore di Piombino e Conte del Sacro Romano Impero, signore di Scarlino, Populonia, Suvereto, Buriano, Vignale Riotorto, Abbadia al Fango e delle isole d'Elba, Montecristo, Pianosa, Cerboli e Palmaiola.
Nel 1594 fu elevato a marchese di Populonia ed essendo la signoria di Piombino stata elevata a principato dall'imperatore Rodolfo II, divenne principe col nome di Giacomo VII Appiani d'Aragona.
Si sposò a Genova nel 1602 con Bianca Spinola, morì in giovane età senza lasciare eredi.

## Ascendenza
|                                                     |                                         |                                                            | Genitori                                                |  |  | Nonni |  |  | Bisnonni                              |  |  | Trisnonni                              |  |
|                                                     |                                         |                                                            |                                                         |  |  |       |  |  | Jacopo V Appiano, signore di Piombino |  |  | Jacopo IV Appiano, signore di Piombino |  |
|                                                     |                                         |                                                            |                                                         |  |  |       |  |  | Jacopo V Appiano, signore di Piombino |  |  | Jacopo IV Appiano, signore di Piombino |  |
|                                                     |                                         | Vittoria Todeschini Piccolomini d'Aragona                  |                                                         |  |  |       |  |  | Jacopo V Appiano, signore di Piombino |  |  |                                        |  |
| Jacopo VI Appiano, signore di Piombino              |                                         |                                                            |                                                         |  |  |       |  |  | Jacopo V Appiano, signore di Piombino |  |  |                                        |  |
|                                                     |                                         | Elena Salviati                                             | Jacopo Salviati                                         |  |  |       |  |  |                                       |  |  |                                        |  |
|                                                     |                                         | Elena Salviati                                             | Jacopo Salviati                                         |  |  |       |  |  |                                       |  |  |                                        |  |
|                                                     |                                         | Elena Salviati                                             | Lucrezia de' Medici                                     |  |  |       |  |  |                                       |  |  |                                        |  |
| Alessandro Appiano, signore di Piombino             |                                         | Elena Salviati                                             |                                                         |  |  |       |  |  |                                       |  |  |                                        |  |
|                                                     |                                         | Ettore Fieschi, conte di Savignone                         | Giacomo Fieschi                                         |  |  |       |  |  |                                       |  |  |                                        |  |
|                                                     |                                         | Ettore Fieschi, conte di Savignone                         | Giacomo Fieschi                                         |  |  |       |  |  |                                       |  |  |                                        |  |
|                                                     |                                         | Ettore Fieschi, conte di Savignone                         | Simona Sauli                                            |  |  |       |  |  |                                       |  |  |                                        |  |
| Oriettina Fieschi                                   |                                         | Ettore Fieschi, conte di Savignone                         |                                                         |  |  |       |  |  |                                       |  |  |                                        |  |
|                                                     |                                         | Maria Fieschi                                              | Giovanni Ambrogio Fieschi                               |  |  |       |  |  |                                       |  |  |                                        |  |
|                                                     |                                         | Maria Fieschi                                              | Giovanni Ambrogio Fieschi                               |  |  |       |  |  |                                       |  |  |                                        |  |
|                                                     |                                         | Maria Fieschi                                              | Bartolomea Doria                                        |  |  |       |  |  |                                       |  |  |                                        |  |
| Jacopo VII Appiano, principe di Piombino            |                                         | Maria Fieschi                                              |                                                         |  |  |       |  |  |                                       |  |  |                                        |  |
|                                                     | Garcia II Manrique de Lara y de Mendoza | Honorato Hurtado de Mendoza y Manrique, marchese di Cañete |                                                         |  |  |       |  |  |                                       |  |  |                                        |  |
|                                                     | Garcia II Manrique de Lara y de Mendoza | Honorato Hurtado de Mendoza y Manrique, marchese di Cañete |                                                         |  |  |       |  |  |                                       |  |  |                                        |  |
|                                                     | Garcia II Manrique de Lara y de Mendoza | Francisca de Silva y Rivera                                |                                                         |  |  |       |  |  |                                       |  |  |                                        |  |
| Pedro González de Mendoza Briceño, conte di Vinasco | Garcia II Manrique de Lara y de Mendoza |                                                            |                                                         |  |  |       |  |  |                                       |  |  |                                        |  |
|                                                     |                                         | Isabel de Briceño y Arevalo                                | Cristobal de Briceño, conte di Piquillos e Villaquejida |  |  |       |  |  |                                       |  |  |                                        |  |
|                                                     |                                         | Isabel de Briceño y Arevalo                                | Cristobal de Briceño, conte di Piquillos e Villaquejida |  |  |       |  |  |                                       |  |  |                                        |  |
|                                                     |                                         | Isabel de Briceño y Arevalo                                | Isabel della Caprona                                    |  |  |       |  |  |                                       |  |  |                                        |  |
| Isabella de Mendoza                                 |                                         | Isabel de Briceño y Arevalo                                |                                                         |  |  |       |  |  |                                       |  |  |                                        |  |
|                                                     |                                         | …                                                          | …                                                       |  |  |       |  |  |                                       |  |  |                                        |  |
|                                                     |                                         | …                                                          | …                                                       |  |  |       |  |  |                                       |  |  |                                        |  |
|                                                     |                                         | …                                                          | …                                                       |  |  |       |  |  |                                       |  |  |                                        |  |
| Elizabetta Confalonieri                             |                                         | …                                                          |                                                         |  |  |       |  |  |                                       |  |  |                                        |  |
|                                                     |                                         | …                                                          | …                                                       |  |  |       |  |  |                                       |  |  |                                        |  |
|                                                     |                                         | …                                                          | …                                                       |  |  |       |  |  |                                       |  |  |                                        |  |
|                                                     |                                         | …                                                          | …                                                       |  |  |       |  |  |                                       |  |  |                                        |  |
|                                                     |                                         | …                                                          |                                                         |  |  |       |  |  |                                       |  |  |                                        |  |